# Comuna 3 (Bucaramanga)
La Comuna 3 o San Francisco es una división territorial urbana de la ciudad de Bucaramanga, en Colombia.

## División administrativa
La comuna se encuentra formada por los barrios: Norte Bajo, San Rafael, El Cinal, Chapinero, Comuneros, La Universidad, Mutualidad, Modelo, San Francisco, Alarcón.
También incluye el asentamiento: Puerto Rico, y la sede de la UIS.